# Helios-Theater
Das Helios-Theater (ab 1930 Schauburg Altona) war ein Kino in Hamburg-Altona, das von Dezember 1905 bis 1943 bestand.

## Geschichte
Das Helios-Theater wurde im Dezember 1905 in der (Großen) Bergstraße 11–15 (heute Nobistor 26) eröffnet. Der Vorführsaal verfügte über 500 Sitzplätze. Erste Betreiber und Gründer des Kinos waren Frida und James Henschel.
Das Kino war nach anfänglichen Schwierigkeiten gut besucht. Einer der Filme, die dem Kino zum Erfolg verhalfen, war der Film Der Hauptmann von Köpenick von der Firma Buderus aus Hannover. Schon im Januar 1906 protestierte der Altonaer Bürgermeister gegen die „polizeiwidrige, lebensgefährliche Überfüllung des Saales“. Die Vorstellungen liefen sonntags in Spitzenzeiten von 15 Uhr bis 1 Uhr nachts, bis zu 8000 Besucher sollen es an manchen Sonntagen in der Summe gewesen sein. Im Jahr 1918 übernahm die UFA sämtliche Lichtspielhäuser der Henschels, darunter auch das Helios-Theater.
Zum 1. April 1920 wurde das Kino an Manfred Hirschel verkauft, der es 1922 in die neu gegründete Norddeutsche Film-Theater-Kommandit-Gesellschaft Hirschel & Co. übernahm. Um 1929 gelangte das Kino in den Henschel Film- und Theater-Konzern und wurde in der Folge 1930 in Schauburg Altona umbenannt. Nach Umbauten und Renovierungsarbeiten im Oktober 1931 wurde die Schauburg als Tonfilm-Kino neu eröffnet. Manfred Hirschel, der jüdischer Herkunft war, wurde enteignet und seine Kinos arisiert. Die Schauburg-Lichtspieltheater-Ges. Romahn & Schümann wurde 1935 neuer Eigentümer und Betreiber.
Bei Bombenangriffen im Zweiten Weltkrieg wurde der Kinosaal 1943 zerstört. An gleicher Stelle wurde am 20. September 1951 ein neues Kino eröffnet, das den Namen Kurbel am Nobistor erhielt. Das Gebäude wurde im Februar 1971 bereits wieder abgerissen.